# Cassie Gaines
Pour les articles homonymes, voir Gaines.
Cassie Gaines, de son nom complet Cassie LaRue Gaines, est une chanteuse nord-américaine, née le 9 janvier 1948 à Seneca, Missouri, et morte le 20 octobre 1977 à Gillsburg.

## Biographie
En 1975, Cassie Gaines devient une des trois choristes de Lynyrd Skynyrd en compagnie de JoJo Billingsley et Leslie Hawkins, le trio est officieusement baptisé The Honkettes.
Lorsque Ed King quitte Lynyrd Skynyrd, c'est Cassie Gaines qui suggère aux membres du groupe d'auditionner son frère cadet Steve Gaines, ce dernier devient officiellement guitariste du groupe en mai 1976.
Cassie Gaines et Steve Gaines trouvent la mort ensemble lors de l'accident d'avion qui décime Lynyrd Skynyrd le jeudi 20 octobre 1977 à Gillsburg, et sont inhumés ensemble à Orange Park.